# Мандариновий сік

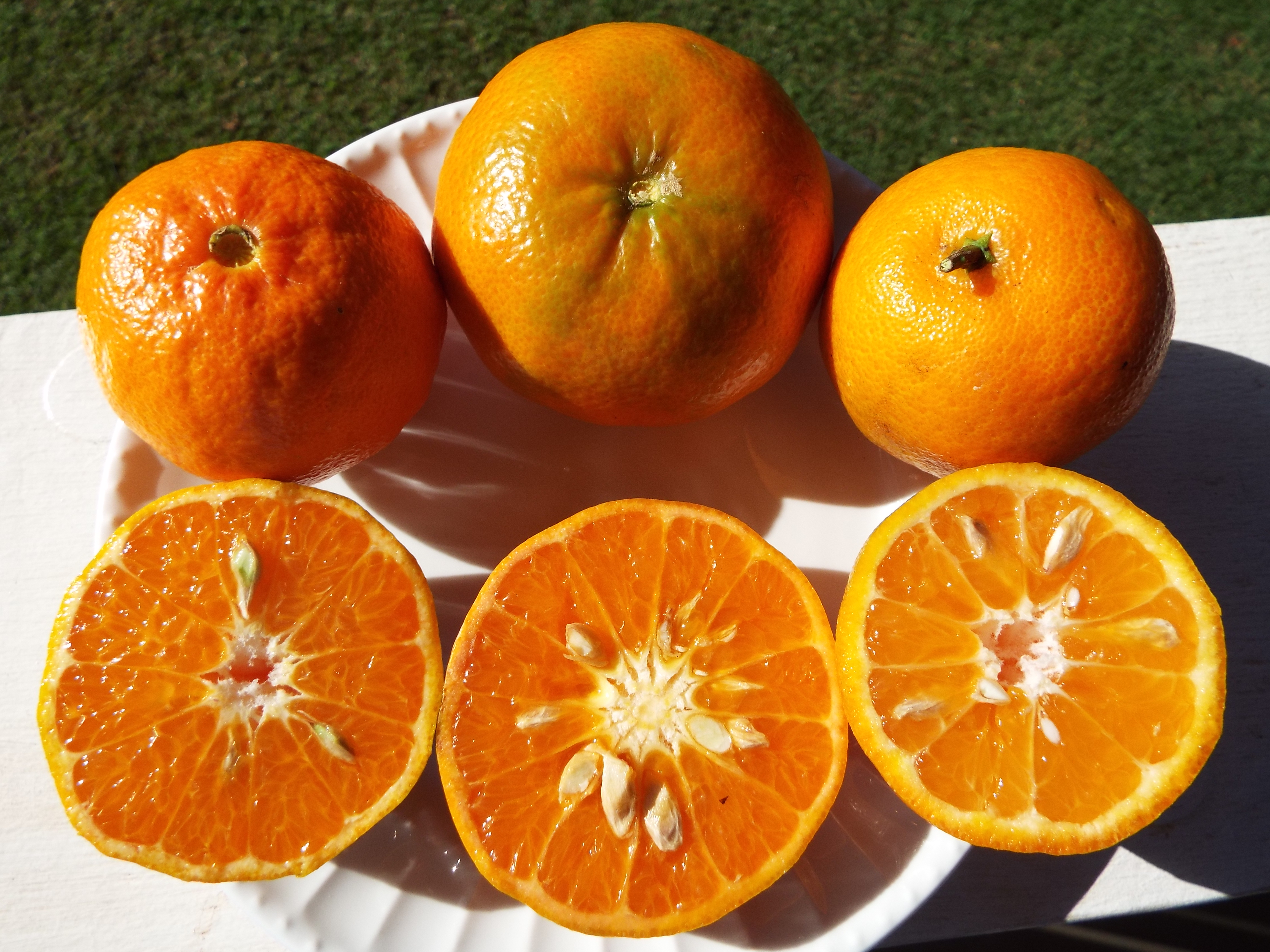
Цілі та розрізані навпіл мандарини

Мандариновий сік — фруктовий сік з м'якоті свіжих мандаринів. Містить подрібнені шматочки м'якоті, має приємний аромат завдяки летким речовинам, які містяться в шкірці і частково переходять у сік; багатий каротином.

## Отримання
У домашніх умовах мандариновий сік отримують на різного типу соковитискачах для цитрусових.
У промисловому виробництві мандариновий сік отримують пресуванням очищених від шкірки плодів або висвердлюванням м'якоті плодів, розрізаних навпіл. Відходи та втрати при отриманні мандаринового соку становлять 43 %.
В СРСР мандариновий сік виробляли натуральним (без додавання цукру) та підсолодженим. Натуральний мандариновий сік готують без додавання води, кислот, ароматичних, консервантів та барвників. Витиснутий сік фасують у герметичну скляну або жерстяну лаковану тару і стерилізують. З мандаринового соку з додаванням цукру готують пастеризований і непастеризований сироп мандариновий, який використовується для приготування безалкогольних напоїв і кондитерських виробів.